# Aboncourt (Meurthe i Mozela)
Aboncourt – miejscowość i gmina we Francji, w regionie Grand Est, w departamencie Meurthe i Mozela.
Według danych na rok 1990 gminę zamieszkiwało 120 osób, a gęstość zaludnienia wynosiła 17 osób/km² (wśród 2335 gmin Lotaryngii Aboncourt plasuje się na 925. miejscu pod względem liczby ludności, natomiast pod względem powierzchni na miejscu 828.).